# Centre émetteur de Chevannes (Centre d'Archives de la DGAC)
Le centre émetteur de Chevannes (Centre d'Archives de la DGAC depuis 1996) était un émetteur ondes courtes (haute fréquence), construit en 1955 pour l'aviation civile.

## Histoire
La construction débute en 1954 et se termine en 1955 sur la commune de Chevannes, à l'époque en Seine-et-Oise. Il remplace le Centre d'émission de Belle Epine et fut surnommé "la cathédrale" en raison de sa grande hauteur sous plafond. L'équipement du bâtiment et sa mise en route se font tout au long de l'année 1956.
Le site comporte deux bâtiments. Celui en forme d'avion et faisant face à la voie d'accès est le bâtiment émission/réception et celui situé au nord recevait la centrale électrique.
L'objectif de ce centre d'émission était la fiabilisation des liaisons radios haute fréquence de 3 à 20 MHz en service fixe sol-sol et mobile sol-air. D'autres centres de la même nature, mais de dimensions plus réduites, avaient été construits à Dakar, Brazzaville et Tananarive.
Le centre possédait de nombreuses antennes :
- 13 antennes losange pour les liaisons à grande distance
- 38 antennes delta pour les liaisons intra-européennes.
- 23 antennes omnidirectionnelles

A l'origine, des émetteurs de 10 kW du fabricant Société Française Radioélectrique (SFR) équipait le site. Équipements plus tard remplacés par des émetteurs 5 kW du fabricant Ateliers de Montages Electriques (AME) et 1 kW du fabricant Télécommunications Radioélectriques et Téléphoniques (TRT) dérivés des matériels utilisés par l'armée.
Cette technique de transmission par haute fréquence est dépassée lorsque les liaisons satellitaires deviennent possibles.
Après la décommission de l’émetteur, la direction générale de l'aviation y conserve ses archives. Plusieurs programmes de réhabilitation sont envisagés tels que la transformation du site en aire d’accueil pour gens du voyage ou bien l'installation d’activités agricoles sur les 110 hectares du site,.
Contrairement aux affirmations de la presse locale, le bâtiment est aujourd'hui encore le Centre d'Archives de la DGAC, les équipes de la Mission Archives travaillant à la collecte, la conservation, la communication et la valorisation des archives de l'aviation civile.